# 夏侯氏 (張飛妻)
夏侯氏（180年代—219年後），谯郡人，东汉末年曹操部下大将夏侯渊从女，名不详，后为刘备部下大将张飞妻。

## 生平
建安五年（200年），夏侯氏时年十三四岁，在谯郡本地外出樵采时，被张飞所得。张飞得知她是良家女子，就娶为妻室。
夏侯氏为张飞生下二女，后来先后成为蜀汉后主刘禅的皇后。219年，其从父夏侯渊在曹操与刘备争夺汉中的战斗中阵亡，张飞妻请求收葬了他的尸体。

## 逸闻
- 夏侯渊曾经在荒年舍弃自己的幼子，救活了已故弟弟的女儿，[2]未知是否即夏侯氏。

- 当249年曹魏发生高平陵之变后，夏侯氏的从兄、夏侯渊之子夏侯霸自危投奔蜀汉，刘禅因夏侯霸是皇后的从舅父，与他认亲，还指着自己的儿子说他们也是夏侯家族的外甥，于是给夏侯霸以加爵和荣宠[1]。

## 家庭成员

### 从父
- 夏侯渊，字妙才，三国时期曹魏名将

### 丈夫
- 张飞，字益德，三国时期蜀汉名将

### 女儿
- 敬哀皇后，刘禅第一任皇后
- 张皇后，刘禅第二任皇后

张飞二子张苞、张绍未详是否她所生。

## 相关文化作品
- 罗贯中历史小说《三国演义》只提到了张飞的子女，对张飞之妻没有提及。
- 1985年电视剧《诸葛亮》（郑少秋版）中，夏侯夫人，由游佩玲饰演。
- 1996年台湾电视剧《关公》称其为夏侯英，由况明洁饰演。
- 游戏《三国群英传》。
- 2009年上映的中日合作动画片《三国演义》等称其为夏侯涓。
- 《三国志大战系列》、《三国征战OL》等称其为夏侯月姬。
- 2008年游戏《三国杀》、《三國殺Online》也将她设定为游戏武将之一。
- 2014年游戏《真‧三國無雙Blast》。
- 2017年網路劇《終極三國2017》稱其為夏侯芝，由 A'N'D-Lucia 饰演。
- 2018年遊戲《真·三國無雙8》稱其為夏侯姬（配音：御沓 優子）。